# Batalha de Sisak

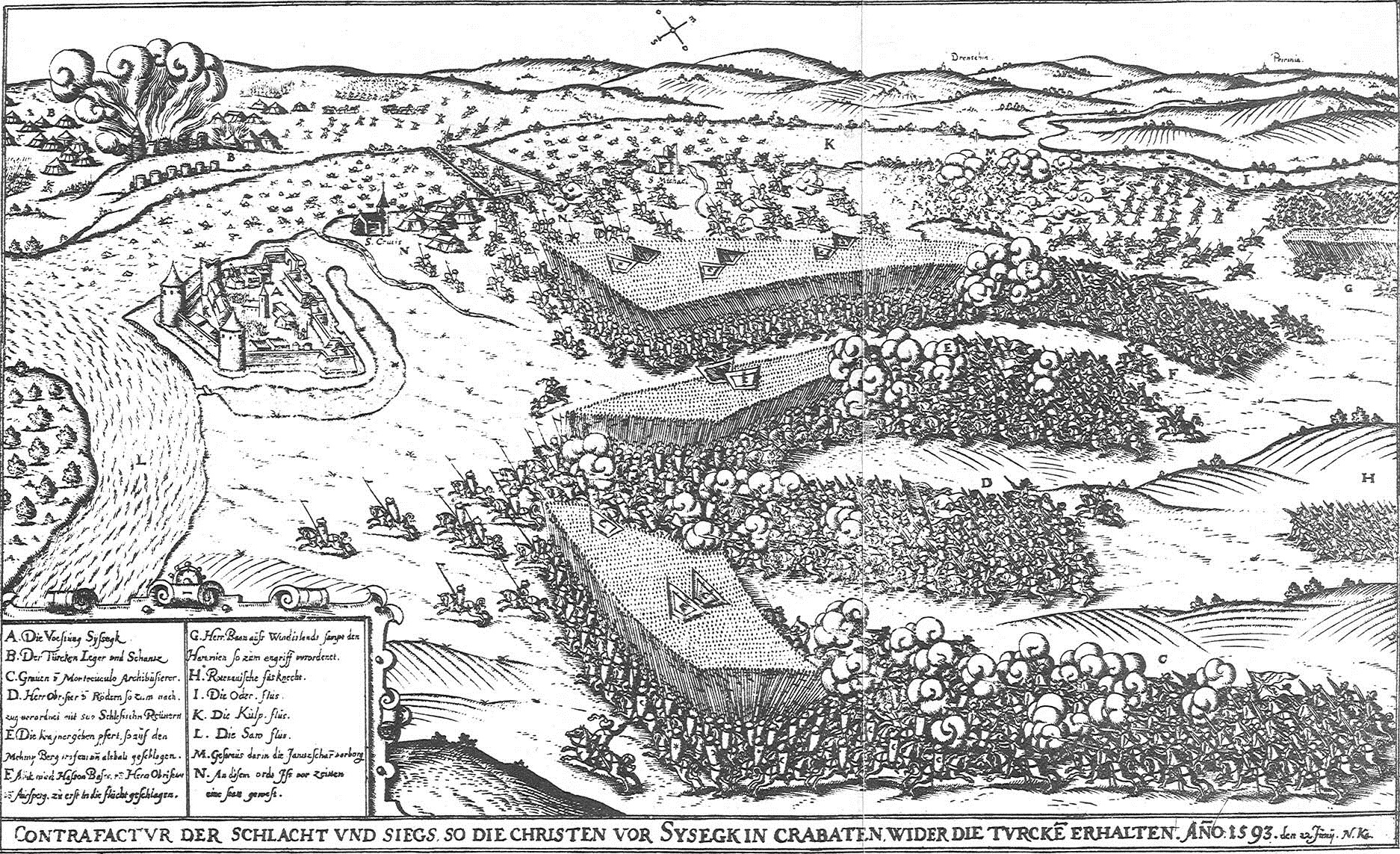
Cristãos Antes de Sisak, Croácia AD 1593 (do livro de Hieronymus Oertel, Nuremberg 1665)

A Batalha de Sisak foi travada em 22 de junho de 1593 entre as forças bósnias otomanas e um exército cristão combinado das terras dos Habsburgos, principalmente Reino da Croácia e Áustria Interior. A batalha ocorreu em Sisak, Croácia central, na confluência dos rios Sava e Kupa, na fronteira entre a Europa cristã e o Império Otomano.
Entre 1591 e 1593, o governador militar otomano da Bósnia, Beglerbeg Telli Hasan Pasha, tentou duas vezes capturar a fortaleza de Sisak, um dos castelos guarnecidos que os Habsburgos mantinham na Croácia como parte da Fronteira Militar. Em 1592, depois que a principal fortaleza imperial de Bihać caiu nas mãos dos turcos, apenas Sisak ficou no caminho antes da principal cidade da Croácia, Zagreb. O Papa Clemente VIII convocou uma liga cristã contra os otomanos, e o Sabor recrutou antecipadamente uma força de cerca de 5 000 soldados profissionais.
Em 15 de junho de 1593, Sisak foi mais uma vez sitiada pelo Paxá da Bósnia e seus Gazis. A guarnição de Sisak era comandada por Blaž Đurak e Matija Fintić, ambos padres croatas da Diocese de Zagreb. Um exército de socorro dos Habsburgos sob o comando supremo do general da Estíria Ruprecht von Eggenberg, foi rapidamente reunido para romper o cerco. As tropas croatas eram lideradas pelo Ban da Croácia, Tamás Erdődy, enquanto as principais forças do Ducado de Carniola e do Ducado da Caríntia estavam sob o comando do comandante da Fronteira Militar Croata Andreas von Auersperg, conhecido como o "Aquiles da Carniola".
Em 22 de junho, o exército de socorro austro-croata lançou um ataque surpresa às forças sitiantes e, ao mesmo tempo, a guarnição saiu da fortaleza para se juntar ao ataque; a batalha que se seguiu resultou em uma derrota esmagadora para o exército otomano da Bósnia, com Hasan Pasha sendo morto em combate e quase todo o seu exército sendo exterminado. A batalha de Sisak é considerada o principal catalisador para o início da Guerra Longa que se desenrolou entre os Habsburgos e os otomanos de 1593 a 1606.